# Jüdische Gemeinde Stebbach
Die Entstehung der Jüdischen Gemeinde Stebbach in Stebbach, heute ein Ortsteil der Gemeinde Gemmingen in Baden-Württemberg, geht auf den Anfang des 18. Jahrhunderts zurück.

## Geschichte
Als alle Juden im Großherzogtum Baden 1809 erbliche Familiennamen annehmen mussten, nahmen die 13 Familienvorstände der Stebbacher Juden folgende Namen an: Bär (3), Eppinger (1), Eisenmann (4), Kahn (1), Kaufmann (1), Münzesheimer (1) und Wolf (2). Der Name Eisenmann findet sich später in der Form Eisemann.
Die Synagoge der jüdischen Gemeinde aus dem 18. Jahrhundert wurde 1829 renoviert und erweitert. Die Stebbacher Juden lebten vor allem vom Viehhandel. 1883 beantragte der jüdische Wirt (Zum Löwen) Karl Bär die Auflösung der jüdischen Gemeinde, da die ausreichende Anzahl (Minjan) der Männer zur Abhaltung des Gottesdienstes nicht mehr vorhanden war. Da der Stebbacher Synagogenrat und der Oberrat der Israeliten Badens gegen die Auflösung waren, geschah die Auflösung erst mit Entschließung der badischen Regierung vom 23. Januar 1915.

## Nationalsozialistische Verfolgung
Das Gedenkbuch des Bundesarchivs verzeichnet sieben in Stebbach geborene jüdische Bürger, die dem Völkermord des nationalsozialistischen Regimes zum Opfer fielen.

## Gemeindeentwicklung
| Jahr | Gemeindemitglieder |
| ---- | ------------------ |
| 1809 | 13 Familien        |
| 1825 | 75 Personen        |
| 1855 | 12 Familien        |
| 1875 | 42 Personen        |
| 1883 | 7 Familien         |
| 1900 | 10 Personen        |

## Persönlichkeiten
- Michael Kahn (* Mai 1798 in Stebbach?; † 19. Juli 1861 in Mannheim) war der Gründer einer Bettfedernfabrik, die sich in Mannheim zu einem großen Produktionsbetrieb entwickelte.
- Bernhard Kahn (* 23. Mai 1827 in Stebbach; † 8. März 1905 in Heidelberg), Sohn von Michael Kahn, Unternehmer und Bankier in Mannheim
- Jonas Eisinger (* 15. September 1844; † 4. Juni 1914 in Stebbach), Ratschreiber, wurde 1912 Ehrenbürger von Stebbach. Die Ehrenbürgerschaft wurde ihm jedoch 1936 aufgrund seines jüdischen Glaubens wieder entzogen.[2]

## Bestattungen
Bevor der jüdische Friedhof Eppingen 1818/19 fertiggestellt wurde, hatten die Stebbacher Juden ihr Begräbnis auf dem Jüdischen Friedhof Heinsheim, dem Jüdischen Friedhof Oberöwisheim oder dem Jüdischen Friedhof Waibstadt. Auf dem jüdischen Friedhof in Eppingen sind ab 1825 insgesamt 53 Bestattungen aus Stebbach erfolgt. Die letzte Tote, die auf diesem jüdischen Friedhof bestattet wurde, ist Rosa Eisemann aus Stebbach, gestorben am 25. März 1940 (Grab Nr. 667).